# Carl Gustaf Rehnskiöld
El conde Carl Gustaf Rehnskiöld (Stralsund, 6 de agosto de 1651-Leggästa, 29 de enero de 1722) fue un mariscal de campo sueco, a las órdenes del rey Carlos XII de Suecia. A pesar de ser colérico y fácilmente irritable, la habilidad militar de Rehnskiöld lo convirtió en el principal asesor militar y segundo al mando del rey Carlos, y le valió el apodo de "Parmenión del Alejandro del Norte".

## Biografía
Rehnskiöld nació en Stralsund, hijo de Gierd Antoni Rehnskiöld y Birgitta Torskeskål.
Durante su vida jugó un papel importante en la Gran Guerra del Norte. Tenía el mando en la batalla de Fraustadt, tras la que el rey Carlos XII lo nombró mariscal de campo y le dio el título de conde. Los aspectos destacados de su carrera incluyen la exitosa campaña polaca de 1701-1703, y la desastrosa campaña de Ucrania, que concluyó con la batalla de Poltava en 1709. La batalla fue un completo fiasco para el ejército sueco, y Rehnskiöld fue capturado por los rusos, que lo mantuvieron en cautiverio hasta 1718.
Fue uno de los generales suecos más relevantes de su tiempo que, sin embargo, allanó el camino al ascenso del poderío militar ruso y la caída del sueco.
- Datos: Q434380
- Multimedia: Carl Gustaf Rehnskiöld / Q434380